# Eli Lotar
Eli Lotar, sau Éli Lotar după ortografia franceză (n. Eliazar Lotar Teodorescu, n. 30 ianuarie 1905, Paris, Île-de-France, Franța – d. 10 mai 1969, Paris, Franța), a fost un fotograf francez de origine română.
A fost fiul poetului român Tudor Arghezi și al Constanței Zissu. Tudor Arghezi l-a recunoscut ca fiu în data de 29 noiembrie 1905.

## Biografie
După ce a studiat la București, s-a întors la Paris în 29 decembrie 1924. În 1926 a devenit cetățean francez și a fost unul dintre cei mai buni fotografi ai Parisului anilor 1927-1932.
Francezii au botezat un parc cu numele său, Éli Lotar, în orășelul Aubervilliers situat la nord de Paris, de-alungul canalului Saint Denis.

## Filmografie
- 1929: Le Petit Chaperon Rouge de Alberto Cavalcanti : fotograf de platou
- 1929: Crabes et crevettes de Jean Painlevé: imagine
- 1929: Caprelles et pantopodes de Jean Painlevé: imagine
- 1930: Zuyderzee de Joris Ivens: imagine
- 1931: Prix et profits de Yves Allégret: imagine
- 1931: Voyage aux Cyclades de Jacques B. Brunius: imagine
- 1932: Ténériffe de Yves Allégret et Éli Lotar: co-regizor și imagine
- 1932: Fanny de Marc Allégret et Marcel Pagnol: regizor adjunct
- 1932: L'affaire est dans le sac de Pierre et Jacques Prévert: cadre
- 1933: Terre sans pain (Las Hurdes) de Luis Buñuel: imagine
- 1934: La Pêche à la baleine de Lou Bonin: imagine
- 1936: Partie de campagne de Jean Renoir: photographe de plateau
- 1937: Records 37 de Jacques B. Brunius și Jean Tarride: imagine
- 1939: Violons d'Ingres de Jacques B. Brunius: imagine
- 1946: L'Homme de Gilles Margaritis: imagine
- 1946: Aubervilliers: regizor, film selecționat la festivalul de la Cannes din 1946.

## Site-uri externe
- "Eli Lotar (1905 - 1969)", prezentarea expozitiei organizate la Jeu de Paume pe pagina ICR Paris